# 佐藤满
佐藤满（日语：／ Satō Mitsuru，1961年12月21日—），日本男子摔跤运动员。他曾代表日本参加1988年和1992年夏季奥林匹克运动会摔跤比赛，其中1988年奥运会获得一枚金牌。他也曾参加1986年亚洲运动会。